# Program Hvězdná brána

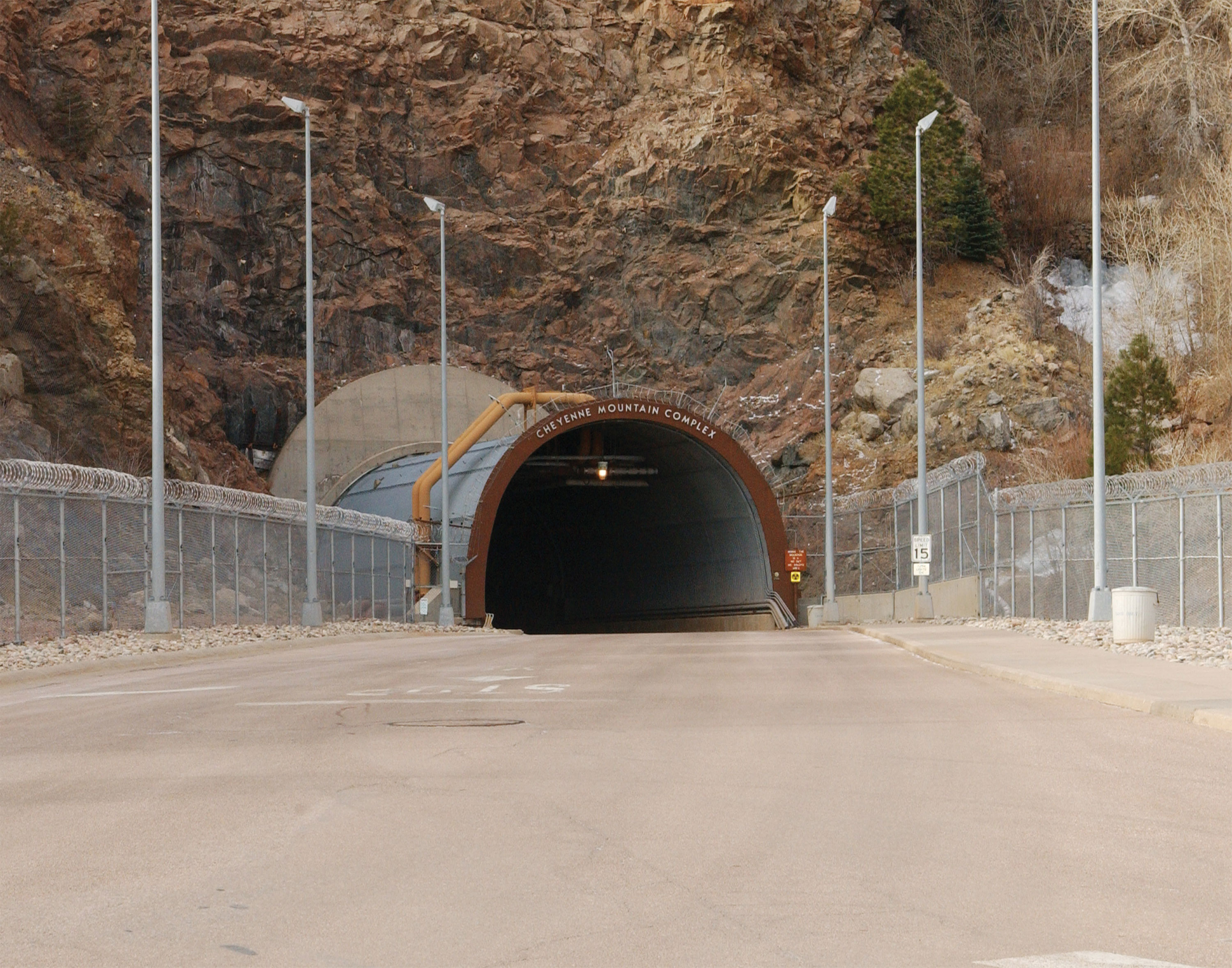
Vstup do vojenského komplexu pod Cheyenne Mountain v Coloradu, ve které se ve světě Hvězdné brány nachází Velitelství Hvězdné brány

Program Hvězdná brána (v anglickém originále Stargate Program) je fiktivní přísně tajný program amerického letectva, který hraje klíčovou roli v mediální sérii a fikčním světě Hvězdná brána a který zahrnuje mimozemské operace skrze mimozemské zařízení hvězdná brána. Jádrem Programu Hvězdné brány je Velitelství Hvězdné brány (v originále Stargate Command, SGC) se sídlem v komplexu Cheyenne Mountain pod stejnojmennou horou v blízkosti Colorado Springs. Na začátku seriálu Hvězdná brána je tento program svěřen pod dozor zpravodajské služby NID. Později je program řízen prostřednictvím Úřadu planetární bezpečnosti/Domácího velitelství (v originále Office of Homeworld Security/Homeworld Command) a Mezinárodní komise pro dohled (v originále International Oversight Advisor, IOA). Expedice Atlantida, hlavní předmět zájmu seriálu Hvězdná brána: Atlantida, je rovněž součástí Programu Hvězdné brány, ale v první řadě seriálu pracuje nezávisle.
I přes mimozemské útoky, jako v epizodách „Ztracené město“ a „Návrat vysloužilého boha“, se vlády na Zemi, které o Programu Hvězdné brány vědí, pokouší existenci Programu udržet v tajnosti, protože se obávají hromadné paniky, pokud se o tom veřejnost dozví. V několika paralelních vesmírech vedlo odhalení Programu Hvězdné brány k chaosu ve společnosti. Někteří konspirační teoretici v seriálu nicméně předpokládají mimozemskou aktivitu na nejvyšších úrovních armády. Jen velmi málo civilistů, jako Pete Shanahan a Jeannie Miller, ví o existenci Programu Hvězdná brána.

## Historie
Moderní historie programu začala objevem Hvězdné brány Profesorem Langfordem v Egyptě v roce 1928. Roku 1939 bylo zřízení převezeno do Spojených států, aby bylo ukryto před Nacisty. Poté byla Hvězdná brána v roce 1945 zkoumána a poprvé aktivována ale kvůli domnělé nehodě byl výzkum ukončen. Nakonec bylo zařízení instalováno do Cheyenne Mountain v Coloradu (ve filmu Hvězdná brána bylo umístěno v Creek Mountain v Coloradu) Ve filmu Dr. Jackson dešifroval fungování Brány v rámci projektu vedeného Catherine Langfordovou, pod dohledem Generála Westa z amerického letectva. Potom byl Prostřednictvím Hvězdné brány vyslán tým na planetu Abydos, kde se setkal s Goa'uldem Ra vládcem, kterého zničí a osvobodí místní obyvatelstvo z otroctví. V domnění, že Hvězdná brána na Abydosu je pod troskami a že Bránou se dá dostat jenom tam, nebyly naplánovány další mise a program byl pozastaven.
Na začátku seriálu Hvězdná brána je zjištěna existence další vážné mimozemské hrozby pro Zemi, goa'ulda Apophise, a také existence tisíců planet přístupných skrze hvězdnou bránu ze Země. Kvůli těmto zjištěním prezident Spojených států zřizuje Velitelství Hvězdné brány, pod velením Generála Hammonda v Cheyenne Mountain. Je vytvořeno devět týmů (kterých v pozdějších letech přibývá) pověřených cestovat hvězdnou bránou k posouzení hrozeb, otevřenému jednání s jinými civilizacemi, vědeckému výzkumu a získávání mimozemských technologií na obranu Země. První SG mise je vypravena na Apophisovu domovskou planetu, Chulak kde se setkává s Jaffským bojovníkem Teal'cem, kterého plk. O'Neill přesvědčí ke zběhnutí a pomoci s útěkem a záchranou společně se zajatci na Zemi. V prvních letech Programu Hvězdná brána SG týmy bojují s Apophisem a Goa'uldskými Vládci soustavy. V následujících letech je Apophis poražen a na jeho místo nastoupí Anubis, který byl považovaný za dávno mrtvého. Program Hvězdné brány prostřednictvím SGC během let získal mimozemské spojence včetně Tok'rů a Asgardů, podporuje rozrůstající povstání Jaffů a také narazí na nebezpečného nepřítele z jiné galaxie, mechanické pavouky, Replikátory. Program také snáší výzvy vlastní (americké) vlády; ambiciózní senátor Robert Kinsey se snažil zrušit program a později získat kontrolu nad SGC, byl také zapleten do nelegální činnosti NID.. Lidé zodpovědní za tuto nelegální činnost nepoctivých členů NID byly později odhaleni a zadrženi. Z nepoctivých členů  NID se stali odpadlíci a vytvořili takzvanou „Společnost“, která pokračuje v nelegálním získávání mimozemských technologií. I někteří členové amerických Ozbrojených sil ohrožují Program Hvězdná brána, Např. plukovník Maybourne ohrozil mimozemské vztahy se Zemí, když provozoval nepovolenou mimozemskou základnu pro získávání cizích technologií.
V osmé řadě seriálu Hvězdná brána byla „Společnost“ Infiltrována Goa'uldy, kteří ji ovládli. V této řadě je také zobrazena porážka Goa'uldských Vládců soustavy a Replikátorů, která mění politickou tvář galaxie. Mocenské vakuum po Goa'uldském impériu se snaží zaplnit Luciánská aliance a vzniká Svobodný národ Jaffů. Dr. Daniel Jackson také objevuje adresu ztraceného města Antiků Atlantidy v galaxii Pegas, do kterého je vyslána mezinárodní Expedice Atlantida. V Pegasu Expedice objevuje další nepřátele, včetně lidem život vysávajících Wraithů a nanity tvořených Asuranů (podobní Replikátorům). V deváté řadě Hvězdné brány jsou představeni noví nepřátelé, Oriové, povznesené bytosti které přikázali svým věřícím aby vedli křížovou výpravu proti lidem v naší Galaxii. Jejich příběh je uzavřen porážkou posledního Orije, Adrie, obrácením jejich věřících proti ní.

## Součásti programu

### Velitelství Hvězdné brány
Jádrem fiktivního Programu Hvězdná brána je Velitelství Hvězdné brány (v anglickém originále Stargate Command(SGC)), přísně tajná vojenská základna Amerického letectva, která se nachází na základě amerického letectva Cheyenne Mountain (ve filmu Hvězdná brána základna Creek Mountain, fiktivní jméno pro Cheyenne Mountain) nedaleko města Colorado Springs ve státě Colorado. Přestože personál základy nosí insignie Vesmírného velitelství Vzdušných sil(AFSPC) nebylo objasněno, zda je SGC součástí této organizace nebo je samotný subjekt. Velitelství Hvězdné brány, kódovým označením „Oblast 52“, je pověřeno provozováním Hvězdné brány na Zemi, koordinací průzkumných a diplomatických misí na cizích planetách prostřednictvím Hvězdné brány a získáváním mimozemských technologií na těchto misích. Dlouhodobý výzkum mimozemských technologií se obvykle provádí v oblasti 51 v Nevadě. Velitelství Hvězdné brány bylo založeno v pilotní epizodě „Děti bohů“, když byla objevena Goa'uldská hrozba. Po osmé řadě seriálu Hvězdná brána scenáristé zvažovali nahrazení seriálu novým seriálem „Stargate Command“, ale Sci-fi Channel se rozhodl pokračovat v dosavadním seriálu Hvězdná brána ještě dvě řady.

#### Základna

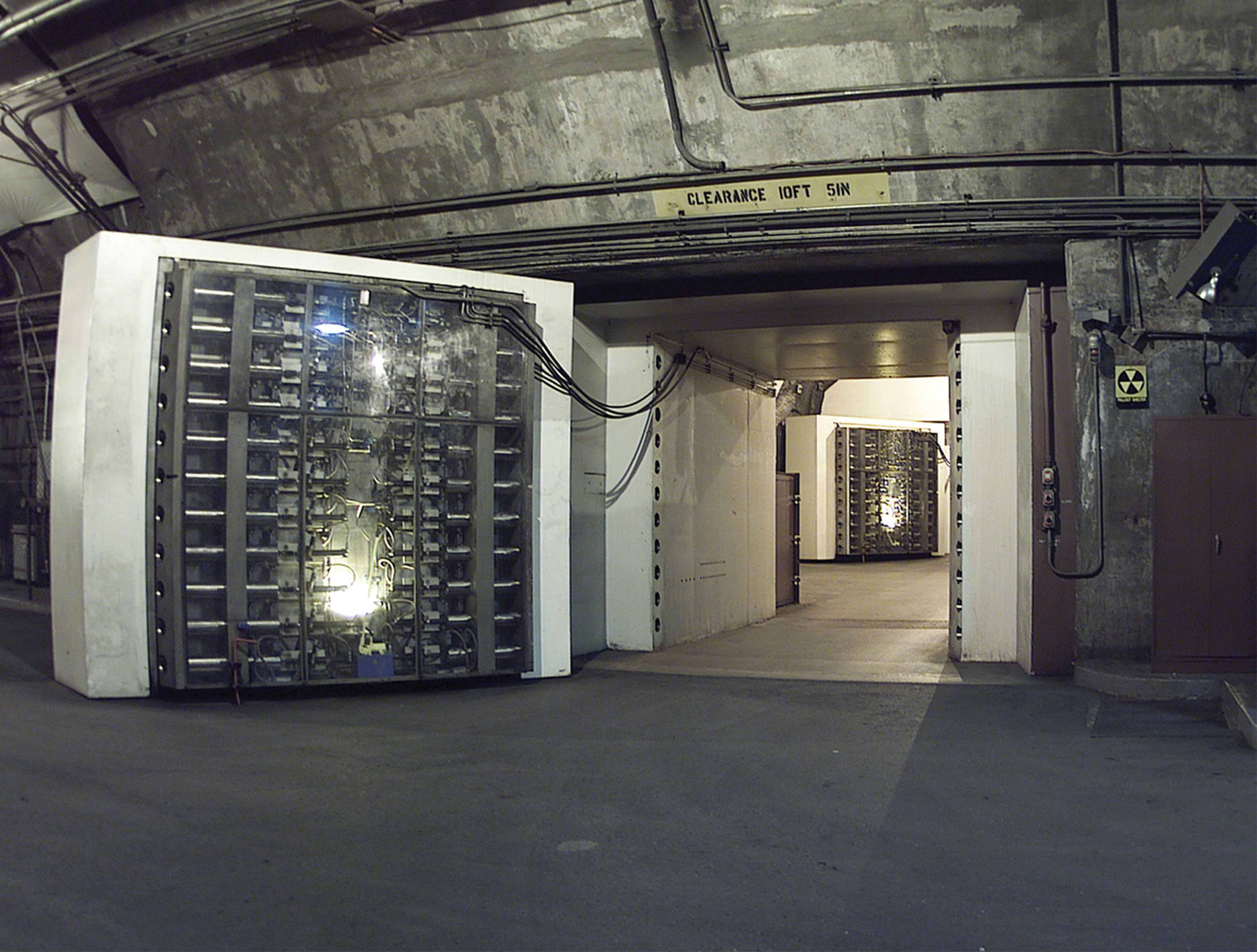
Vstup do komplexu Cheyenne Mountain v Coloradu vybaven dveřmi odolnými proti výbuchu

Základna SGC, kde většina dílů seriálu začíná i končí je hlavním dějištěm Hvězdné brány a příležitostně i dějištěm několika dílů Hvězdné brány Atlantidy. Několik základních záběrů Cheyenne Mountain bylo natočeno na začátku seriálu a používáno až do konce osmé řady, ale producenti se před začátkem deváté řady rozhodli natočit nové základní záběry. Interiér základy SGC společně s interiérem Atlantidy byly postaveny na scénách 5 a 6 ve studiu The Bridge Studios ve Vancouveru v Britské Kolumbii v Kanadě. V roce 2009 byl interiér SGC upraven tak aby zobrazoval základnu Icarus pro seriál Hvězdná brána: Hluboký vesmír, poté byly interiéry po dvanácti letech zbořeny.
Stejně jako skutečná Základna Vzdušných sil Cheyenne Mountain, má SGC i pod úrovní terénu mnoho podlaží (oficiálně nazývána sub-levels), čímž je základna chráněna před většinou forem útoků včetně nepřímých jaderných výbuchů. Ve světě Hvězdné brány slouží základna také pro omezení mimozemského biologického, chemického nebo jiného nebezpečí prostřednictvím uzamčení základny. Zasedací místnost a kancelář velitele Hvězdné brány se nachází ve 27. patře zatímco místnost s hvězdnou bránou a řídicí místnost jsou ve 28. patře. Ve 24. patře se nachází ošetřovna vybavena několika operačními sály, izolačními místnostmi, rentgeny i magnetickou rezonancí.  Hvězdná brána je vybavena dlouhou rampou vedoucí do vnitřního otvoru díky které je možné bez obtíží procházet bránou a také dovoluje vstup vozidlům jako např. sondám M.A.L.P. Ve stropu nad Hvězdnou bránou jsou elektronická vrata nad, kterými je bývalé raketové silo v němž je umístěn jeřábový mechanismus určený pro spouštění a vyzvedávání Hvězdné brány z nebo do hory. Hvězdná brána je dále vybavena titanovo-triniovou bariérou nazvanou Iris, fungující obdobně jako závěrka u fotoaparátu. Tato bariéra je umístěna tři mikrometry od horizontu událostí červí díry čímž zabraňuje reintegraci jakýchkoliv předmětů a brání tak vstupu nepřátelských mimozemšťanů a také průchodu zbraní na Velitelství. Ale SG týmy vracející se bránou z jiné planety posílají identifikační kód (GDO), který přijímá technik ovládající Hvězdnou bránu a ten otevře Iris snímačem otisku dlaně. Nicméně pokud se základna potýká s invazí nepřátel má základna autodestrukční mechanismus, který už byl v seriálu několikrát aktivován ale hrozba byla vždy zažehnána tak i vždycky deaktivován. Ovšem v případě prolomení Iris by došlo k okamžitému zničení základny ale podle plukovníka Samanthy Carterové není autodestrukce dostatečně silná k tomu aby zničila Hvězdnou bránu nebo odpojila aktivní červí díru ale pohřbila by bránu pod tisíci tun skály a zastavila příchozí útok. Skutečná Základna Vzdušných sil Cheyenne Mountain popírá fanouškovské teorie o existenci Hvězdné brány v jejich velitelském zařízení.

#### Organizační struktura
Velením na Velitelství Hvězdné brány je obvykle pověřen důstojník amerického Letectva s hodností Generálmajor. Posádka je tvořena kombinací vojenských a civilních odborníků na různá odvětví od zbrojařství až po astrofyziku, vojenských podpůrných pracovníků (např. příslušníků Bezpečnostních sil amerického Letectva a Zdravotní služby amerických Vzdušných sil) a několika SG týmů především pak SG-1. Velitelství Hvězdné brány zahájilo činnost s devíti SG týmy, přibližně po deseti letech provozu bylo nejméně 25 týmů. Většinu týmů tvoří příslušníci amerického Letectva, některé týmy příslušníci americké Námořní pěchoty, vědci a později i příslušníci americké Armády. Později byly zahrnuty týmy ozbrojených sil i dalších národů, jelikož byla existence Hvězdné brány prozrazena jejich vládám (Rusko, Čína, Velká Británie a Francie). Vstoupit do SG týmů bylo povoleno i několika mimozemšťanům (Teal'covi, Jonasu Quinnovi a Vale Mal Doran). Tyto výzkumné týmy působí obvykle mimo Zemi a bývají čtyřčlenné i když to není pravidlo, například SG-1 měla v osmé řadě 3 členy a v desáté řadě jich měla dokonce 5. Prvním velitelem SGC byl ve filmu generálmajor West, kterého ještě před začátkem seriálu nahradil generálmajor George Hammond, ten byl velitelem do konce sedmé řady seriálu kromě jedné epizody čtvrté řady „Řetězová reakce“ kde pod nátlakem odstoupil a dočasně ho nahradil generálmajor Bauer. Na konci sedmé řady v epizodě „Ztracené město“ po povýšení generála Hammonda  se stala velitelkou základny civilistka Dr. Elizabeth Weirová, která poté co přijala velení na Antickou základnu na Antarktidě na začátku osmé řady v epizodě „Časy se mění“ jmenovala svého nástupce brigádního generála Jacka O'Neilla a toho po povýšení a převelení do funkce velitele Planetární bezpečnosti (kde vystřídal po odchodu do důchodu generála Hammonda) na začátku deváté řady nahradil generálmajor Hank Landry, který zůstal velitelem až do konce desáté a poslední řady seriálu a byl jím i ve dvou navazujících DVD filmech.

#### Alternativní stanoviště
Poslední obrannou linií pro SGC je mimozemská základna zvaná stanoviště Alfa, původně založená jako osada pro evakuaci vybraného počtu akademické elity Spojených států v případě invaze Goa'uldů. Později slouží jako nouzová záloha pro SGC a SG týmy na jiných planetách, které kontaktují stanoviště Alfa, pokud se jim nepodaří navázat kontakt s SGC. Jak je vidět v epizodě 6. řady „Svornost“, několik spojenců Země, zejména Tok'rové a rebelští Jaffové, používá tuto základnu jako bezpečné místo k úkrytu před Goa'uldy. Stanoviště Alfa slouží také jako vývojové zařízení pro určité kritické technologie jako například zbraň proti Anubisovým kull bojovníkům v dílu 7. řady „Umíráček“. Podobný koncept stanoviště Alfa existuje i pro expedici Atlantida v seriálu Hvězdná brána: Atlantida.
Ačkoli je stanoviště Alfa (planeta P3X-984) zmíněno už v dílu 2. řady „V hadím hnízdě“, první stanoviště Alfa je zobrazeno až v epizodě „Svornost“ v 6. sérii. Planeta označená jako P3X-984, neznámá Goa'uldům, byla natáčena ve štěrkovně v Mount Seymour v North Vancouveru. Scénografové použili pro provizorní budovy základny kulisy z dílu 4. série „Zázračné dítě“ a zbývající mezery vyplnili stany. Poté, co Anubis v epizodě 7. série „Návrat ztraceného syna“ prozkoumá mysl Jonase Quinna pomocí mozkové sondy a dozví se o prvním stanovišti Alfa, je postaveno druhé stanoviště Alfa. Několik měsíců po jejím založení je v dílu 7. řady „Umíráček“ napadena několika kull bojovníky a je opuštěna. Jeden z tvůrců seriálu Peter DeLuise přišel s tímto nápadem na příběh, když bylo v povodí řeky Seymour v North Vancouveru (kde se často natáčely venkovní scény Hvězdné brány) pokáceno velké množství stromů, což připomínalo následky exploze. Třetí stanoviště Alfa je po vzoru SGC postaveno uvnitř hory na P4X-650 a má ranvej pro F-302. RepliCarter navštíví toto zařízení v dílu 8. řady „Blíženci“ jako součást lsti, aby se zbavila Pátého a dozvěděla se více o zbrani proti replikátorům, tzv. disruptor, vyvinutý podle znalostí Antiků.
V epizodě „Umíráček“ v 7. sérii se zmiňuje stanoviště Beta na neznámé planetě jako záložní zařízení provozované SGC. Další stanoviště Beta jsou zmíněny v alternativních realitách – jedna je ekvivalentní stanoviště Alfa v dílu 1. řady „Paralelní svět“ a další je zmíněna v dílu „Jiný náhled“ ve 3. sérii. Stanoviště Gama je zobrazeno v epizodě 9. řady „Metla“ jako výzkumná základna zřízená na planetě vzdáleně 24 000 světelných let od Země s unikátní radioaktivní ionosférou zabraňující průniku transportního paprsku, kvůli ochraně před mimozemskými vniknutími. K základně je připojeno několik letounů F-302. V daném okamžiku provádí výzkum více než 30 vědců v několika oblastech, včetně biologie, botaniky, entomologie a fyziky. Po autodestrukci tohoto stanoviště Gama, bylo vytvořeno nové stanoviště Gama, které v epizodě 10. řady „Projekt Pegasus“ vyšle zprávu Teal'covi, aby varoval zbytek SG-1 o Wraithské lodi blížící se k jejich pozici. Ve hře Stargate: Rleplaying Game se objevuje i stanoviště Delta, to bylo podle děje založeno v únoru 2003 na planetě P2X-649.